# كينغ كونغ (لعبة فيديو 2005)
كينغ كونغ أو بيتر جاكسون كينغ كونغ (بالإنجليزية: Peter Jackson's King Kong)‏ هي لعبة فيديو من نوع أكشن_مغامرات للبلاي ستيش 2 طورت ونشرت بواسطة الشركة الفرنسية يوبي سوفت، قصة اللعبة مأخوذة من فيلم كينغ كونغ 2005 أنشأت اللعبة بالتعاون بين مخرج الأفلام بيتر جاكسون، ومصمم الألعاب ميشيل آنسل. تسمح اللعبة للاعبين باللعب كـJack Driscoll وKing Kong. يكون اللعب من منظور الشخص الثالث عندما تلعب بواسطة الغوريلا King Kong، بينما في المستويات البشرية تَلْعب من منظور الشخص الأول.

## الاستقبال
حققت اللعبة نجاحا تجاريا كبيرا، حيث بيعت أكثر من 4.5 مليون نسخة بحلول نهاية آذار/مارس 2006. وحصلت نسخة البلي ستيشن2 على جائزة «البلاتين» جائزة المبيعات في برامج الترفيه والتسلية من رابطة الناشرين (ELSPA)، التي تدل مؤشراتها على أن مبيعات اللعبة لا تقل عن 300,000 نسخة في المملكة المتحدة.

## روابط خارجية
- الموقع على الإنترنيت
- بيتر جاكسون كينغ كونغ على موقع IMDb (الإنجليزية)